# Liu Xia (judoka)
Liu Xia –en xinès, 刘霞– (Qingdao, 6 de gener de 1979) és una esportista xinesa que va competir en judo.
Va participar en els Jocs Olímpics d'Atenes 2004, obtenint una medalla de plata en la categoria de –78 kg. Va guanyar dues medalles al Campionat Asiàtic de Judo els anys 2004 i 2007.

## Palmarès internacional
| Jocs Olímpics     | Jocs Olímpics        | Jocs Olímpics | Jocs Olímpics |
| Any               | Lloc                 | Medalla       | Categoria     |
| ----------------- | -------------------- | ------------- | ------------- |
| 2004              | Atenes ( Grècia)     | 2             | –78 kg        |
| Campionat Asiàtic |                      |               |               |
| Any               | Lloc                 | Medalla       | Categoria     |
| 2004              | Almatý ( Kazakhstan) | 2             | –78 kg        |
| 2007              | Kuwait ( Kuwait)     | 1             | –78 kg        |